# Бисконти, Давид
Давид Насарено Бисконти (исп. David Nazareno Bisconti; родился 22 сентября 1968 года, Росарио, Аргентина) — аргентинский футболист, атакующий полузащитник известный по выступлениям за клубы «Универсидад Католика», «Иокогама Ф. Маринос», «Росарио Сентраль» и сборную Аргентины.

## Клубная карьера
Бисконти начал карьеру в клубе «Росарио Сентраль». В 1988 году он дебютировал в аргентинской Примере. За «Сентраль» Давид провёл более 150 матчей за пять сезонов. После успешных выступлений на родине он решил попробовать свои силы в иностранном чемпионате и принял приглашение японского «Иокогама Ф. Маринос». Бисконти быстро завоевал место в основе и уже в первом сезоне помог команде выиграть Кубок обладателей кубков Азии. В 1995 году Давид помог Маринос выиграть Джей-Лигу, забив 27 мячей и уступив первенство бомбардиров только Сальваторе Скилаччи и Масахиро Фукуде.
В 1997 году Бисконти вернулся в Южную Америку, где стал футболистом чилийского «Универсидад Католика». В первом же сезоне он выиграл чилийскую Примеру и стал её лучшим бомбардиром. По окончании сезона Давид решил попробовать свои силы в Европе и перешёл в испанский «Бадахос» из Сегунды, но показать привычного уровня игры у Давида не получилось. В 1999 году он вернулся на родину в «Химнасию Хухуй», но и там реанимировать карьеру не получилось.
В 2000 году Бисконти вновь поехал в Японию, где довольно успешно, несмотря на возраст выступал за «Ависпа Фукуока» и «Саган Тосу». За последний клуб он наколотил 16 мячей в 24 поединках. В 2002 году Давид завершил профессиональную карьеру.

## Международная карьера
В 1991 году Бисконти дебютировал за сборную Аргентины.

## Достижения
Командные
 «Иокогама Ф. Маринос
- Чемпионат Японии по футболу — 1995
- Обладатель Кубка обладателей кубков Азии — 1993

 »Универсидад Католика
- Чемпионат Чили по футболу — Ап. 1997

Индивидуальные
- Лучший бомбардир чемпионата Чили — Ап. 1997